# Wanna See U Dance (La La La)
Singles de Kat DeLuna
Drop It Low Wild Girl
(2012)
Wanna See U Dance (La La La), est le 10e single de la chanteuse dominicaine Kat DeLuna, et 1re single issue de l'album Viva Out Loud.
La chanson est une reprise du hit Samba de Janeiro de Bellini groupe de musique électronique allemand.

## Clip vidéo
{{..}}